# Crocidura orientalis orientalis
Crocidura orientalis orientalis is een ondersoort van de spitsmuis Crocidura orientalis die voorkomt in de bergen van West-Java. Hij is iets kleiner dan C. brunnea brunnea uit de laaglanden, die op sommige plaatsen samen met C. o. orientalis voorkomt. Het is de enige Crocidura op Java zonder borstelharen op de staart. Deze ondersoort is iets groter dan de andere ondersoort, C. o. lawuana, uit Oost-Java. De kop-romplengte bedraagt 73 tot 100 mm, de staartlengte 62 tot 86 mm, de achtervoetlengte 15,2 tot 17,1 mm, de schedellengte 22,4 tot 24,6 mm en het gewicht 9,5 tot 12,8 g.